# Saint-Martin-la-Campagne

Saint-Martin-la-Campagne este o comună în departamentul Eure, Franța. În 1 ianuarie 2022 avea o populație de 101 de locuitori.